# 2019冠状病毒病浙江省疫情时间线 (2021年)
本条目介绍2019冠状病毒病疫情于2021年在浙江省的情况和确诊病例。

## 2021年时间线

### 1月份
2021年1月1日，浙江省卫健委通报，2020年12月31日0-24时，新增无症状感染者4例（其中尼日利亚输入3例，坦桑尼亚输入1例），无新增确诊病例。
1月6日，浙江省卫健委通报，1月5日0-24时，新增无症状感染者1例（西班牙输入），无新增确诊病例。
1月7日，浙江省卫健委通报，1月6日0-24时，新增无症状感染者1例（英国输入），无新增确诊病例。
1月7日，浙江省政府新闻办举行第六十场新闻发布会通报，截至1月6日24时，浙江已连续204天无新增本土确诊病例报告；现有在院治疗确诊病例9例；尚在医学观察无症状感染者25例，其中境外输入24例。
1月8日，浙江省卫健委通报，1月7日0-24时，新增无症状感染者5例（其中尼日利亚输入2例，德国输入1例，埃及输入1例，乍得输入1例），无新增确诊病例。
1月9日，浙江省卫健委通报，1月8日0-24时，新增无症状感染者1例（坦桑尼亚输入），无新增确诊病例。
1月10日，浙江省卫健委通报，1月9日0-24时，新增确诊病例2例（均为之前境外输入的无症状感染者转确诊）。
1月13日，浙江省卫健委通报，1月12日0-24时，新增无症状感染者2例（其中日本输入1例，以色列输入1例），无新增确诊病例。
1月14日，浙江省卫健委通报，1月13日0-24时，新增无症状感染者1例（河北省石家庄输入），无新增确诊病例。
1月15日，浙江省卫健委通报，1月14日0-24时，新增确诊病例1例（为之前日本输入的无症状感染者转确诊）。
1月17日，浙江省卫健委通报，1月16日0-24时，新增无症状感染者3例（其中埃及输入1例，德国输入1例，西班牙输入1例），无新增确诊病例。
1月18日，浙江省卫健委通报，1月17日0-24时，新增确诊病例2例（均为之前境外输入的无症状感染者转确诊），新增无症状感染者1例（意大利输入）。
1月19日，浙江省卫健委通报，1月18日0-24时，新增确诊病例3例（其中之前境外输入的无症状感染者转确诊1例，西班牙输入1例，美国输入1例）。
1月20日，浙江省卫健委通报，1月19日0-24时，新增确诊病例2例（其中西班牙输入1例，美国输入1例），新增无症状感染者2例（其中埃及输入1例，巴西输入1例）。
1月22日，浙江省卫健委通报，1月21日0-24时，新增无症状感染者3例（其中印度输入1例，西班牙输入1例，巴西输入1例），无新增确诊病例。
1月22日，浙江省政府新闻办举行第六十二场新闻发布会通报，截至1月21日24时，浙江已连续219天无新增本土确诊病例报告；现有在院治疗确诊病例10例；尚在医学观察无症状感染者28例，其中境外输入26例。
1月23日，浙江省卫健委通报，1月22日0-24时，新增无症状感染者1例（伊拉克输入），无新增确诊病例。
1月24日，浙江省卫健委通报，1月23日0-24时，新增无症状感染者2例（其中巴西输入1例，印度输入1例），无新增确诊病例。
1月25日，浙江省卫健委通报，1月24日0-24时，新增无症状感染者2例（其中意大利输入1例，西班牙输入1例），无新增确诊病例。
1月27日，浙江省卫健委通报，1月26日0-24时，新增无症状感染者1例（罗马尼亚输入），无新增确诊病例。
1月29日，浙江省卫健委通报，1月28日0-24时，新增无症状感染者3例（其中印度输入1例，罗马尼亚输入1例，印度尼西亚输入1例），无新增确诊病例。
1月29日，浙江省政府新闻办举行第六十三场新闻发布会通报，截至1月28日24时，浙江现有在院治疗确诊病例12例；尚在医学观察无症状感染者36例，其中境外输入34例。
1月30日，浙江省卫健委通报，1月29日0-24时，新增无症状感染者1例（印度尼西亚输入），无新增确诊病例。
1月31日，浙江省卫健委通报，1月30日0-24时，新增无症状感染者1例（韩国输入），无新增确诊病例。

### 2月份
2月2日，浙江省卫健委通报，2月1日0-24时，新增无症状感染者1例（马来西亚输入），无新增确诊病例。
2月3日，浙江省卫健委通报，2月2日0-24时，新增无症状感染者1例（香港输入），无新增确诊病例。
2月4日，浙江省卫健委通报，2月3日0-24时，新增无症状感染者2例（均为巴西输入），无新增确诊病例。
2月6日，浙江省卫健委通报，2月5日0-24时，新增无症状感染者1例（印度输入），无新增确诊病例。
2月7日，浙江省卫健委通报，2月6日0-24时，新增无症状感染者1例（荷兰输入），无新增确诊病例。
2月8日，浙江省卫健委通报，2月7日0-24时，新增无症状感染者3例（其中哈萨克斯坦输入1例，西班牙输入1例，河南省输入1例），无新增确诊病例。
2月8日，浙江省政府新闻办举行第六十三场新闻发布会通报，截至2月7日24时，全省现有在院治疗确诊病例9例；尚在医学观察无症状感染者43例，其中境外输入41例。
2月9日，浙江省卫健委通报，2月8日0-24时，新增确诊病例1例（为之前西班牙输入的无症状感染者转确诊）。
2月10日，浙江省卫健委通报，2月9日0-24时，新增确诊病例3例（均为之前境外输入的无症状感染者转确诊），新增无症状感染者2例（其中意大利输入1例，伊拉克输入1例）。
2月11日，浙江省卫健委通报，2月10日0-24时，新增无症状感染者2例（其中美国输入1例，印度输入1例），无新增确诊病例。
2月12日，浙江省卫健委通报，2月11日0-24时，新增无症状感染者1例（乍得输入），无新增确诊病例。
2月13日，浙江省卫健委通报，2月12日0-24时，新增无症状感染者1例（贝宁输入），无新增确诊病例。
2月14日，浙江省卫健委通报，2月13日0-24时，新增无症状感染者2例（其中荷兰输入1例，尼日利亚输入1例），无新增确诊病例。
2月15日，浙江省卫健委通报，2月14日0-24时，新增无症状感染者1例（埃及输入），无新增确诊病例。
2月19日，浙江省卫健委通报，2月18日0-24时，新增无症状感染者1例（约旦输入），无新增确诊病例。
2月19日，浙江省政府新闻办举行第六十五场新闻发布会通报，截至2月18日24时，浙江现有在院治疗确诊病例9例，均为境外输入；尚在医学观察无症状感染者43例，其中境外输入42例、省外输入1例。
2月24日，浙江省卫健委通报，2月23日0-24时，新增确诊病例1例（加纳输入），新增无症状感染者1例（突尼斯输入）。
2月25日，浙江省政府新闻办举行第六十六场新闻发布会通报，2月24日，浙江无新增确诊病例，新增无症状感染者2例（分别由土耳其、伊朗输入）。截至2月24日24时，浙江现有在院治疗确诊病例6例，均由境外输入；尚在医学观察无症状感染者42例，其中境外输入41例、省外输入1例。
2月27日，浙江省卫健委通报，2月26日0-24时，新增无症状感染者1例（约旦输入）。无新增确诊病例。

### 3月份
3月4日，浙江省卫健委通报，3月3日0-24时，新增确诊病例1例（埃及输入），新增无症状感染者2例（其中阿尔及利亚输入1例，伊朗输入1例）。
3月6日，浙江省卫健委通报，3月5日0-24时，新增无症状感染者1例（埃及输入），无新增确诊病例。
3月12日，浙江省卫健委通报，3月11日0-24时，新增无症状感染者3例（其中印度尼西亚输入2例，塞尔维亚输入1例），无新增确诊病例。
3月13日，浙江省卫健委通报，3月12日0-24时，新增无症状感染者2例（均为加纳输入），无新增确诊病例。
3月15日，浙江省政府新闻办举行第六十八场新闻发布会通报，3月14日，浙江无新增确诊病例和无症状感染者。截至3月14日24时，浙江现有在院治疗确诊病例3例，尚在医学观察无症状感染者31例，均由境外输入。
3月17日，浙江省卫健委通报，3月16日0-24时，新增无症状感染者1例（墨西哥输入），无新增确诊病例。
3月18日，浙江省卫健委通报，3月17日0-24时，新增无症状感染者1例（印度尼西亚输入），无新增确诊病例。
3月20日，浙江省卫健委通报，3月19日0-24时，新增确诊病例1例（为之前印度尼西亚输入的无症状感染者转确诊），新增无症状感染者1例（乍得输入）。
3月22日，浙江省卫健委通报，3月21日0-24时，新增无症状感染者1例（西班牙输入），无新增确诊病例。
3月23日，浙江省政府新闻办举行第六十九场新闻发布会通报，截至3月22日24时，浙江现有在院治疗确诊病例2例，尚在医学观察无症状感染者29例，均由境外输入。
3月24日，浙江省卫健委通报，3月23日0-24时，新增无症状感染者1例（意大利输入），无新增确诊病例。
3月26日，浙江省卫健委通报，3月25日0-24时，新增无症状感染者1例（伊朗输入），无新增确诊病例。
3月28日，浙江省卫健委通报，3月27日0-24时，新增无症状感染者1例（坦桑尼亚输入），无新增确诊病例。
3月29日，浙江省卫健委通报，3月28日0-24时，新增无症状感染者1例（西班牙输入），无新增确诊病例。

### 4月份
4月2日，浙江省卫健委通报，4月1日0-24时，新增无症状感染者2例（其中土耳其输入1例，印度尼西亚输入1例），无新增确诊病例。
4月2日，浙江省政府新闻办举行第七十场新闻发布会通报，截至4月1日24时，浙江省现有在院治疗确诊病例2例，尚在医学观察无症状感染者26例，均由境外输入。
4月3日，浙江省卫健委通报，4月2日0-24时，新增无症状感染者1例（印度尼西亚输入），无新增确诊病例。
4月5日，浙江省卫健委通报，4月4日0-24时，新增确诊病例1例（美国输入）。
4月9日，浙江省卫健委通报，4月8日0-24时，新增无症状感染者1例（印度尼西亚输入），无新增确诊病例。
4月10日，浙江省卫健委通报，4月9日0-24时，新增确诊病例1例（为之前印度尼西亚输入的无症状感染者转确诊）。
4月11日，浙江省卫健委通报，4月10日0-24时，新增无症状感染者7例（其中印度尼西亚输入4例，尼日利亚输入2例，墨西哥输入1例）。无新增确诊病例。
4月13日，浙江省卫健委通报，4月12日0-24时，新增确诊病例2例（均为之前境外输入的无症状感染者转确诊），新增无症状感染者4例（其中印度尼西亚输入2例，墨西哥输入2例）。
4月15日，浙江省卫健委通报，4月14日0-24时，新增无症状感染者2例（其中尼日利亚输入1例，墨西哥输入1例），无新增确诊病例。
4月16日，浙江省卫健委通报，4月15日0-24时，新增无症状感染者2例（其中印度尼西亚输入1例，喀麦隆输入1例），无新增确诊病例。
4月17日，浙江省卫健委通报，4月16日0-24时，新增确诊病例1例（为之前印度尼西亚输入的无症状感染者转确诊）。
4月18日，浙江省卫健委通报，4月17日0-24时，新增无症状感染者2例（其中坦桑尼亚输入1例，美国输入1例），无新增确诊病例。
4月19日，浙江省卫健委通报，4月18日0-24时，新增无症状感染者1例（墨西哥输入），无新增确诊病例。
4月20日，浙江省卫健委通报，4月19日0-24时，新增确诊病例1例（为之前坦桑尼亚输入的无症状感染者转确诊）。
4月21日，浙江省卫健委通报，4月20日0-24时，新增无症状感染者1例（坦桑尼亚输入），无新增确诊病例。
4月22日，浙江省卫健委通报，4月21日0-24时，新增无症状感染者2例（其中坦桑尼亚输入1例，尼日利亚输入1例），无新增确诊病例。
4月23日，浙江省卫健委通报，4月22日0-24时，新增确诊病例2例（均为之前境外输入的无症状感染者转确诊），新增无症状感染者1例（埃及输入）。
4月24日，浙江省卫健委通报，4月23日0-24时，新增无症状感染者2例（均为喀麦隆输入），无新增确诊病例。
4月27日，浙江省卫健委通报，4月26日0-24时，新增确诊病例1例（为之前埃及输入的无症状感染者转确诊）。
4月27日，浙江省政府新闻办举行第七十一场新闻发布会通报，截至4月26日24时，浙江省现有在院治疗确诊病例9例，尚在医学观察无症状感染者23例，均由境外输入。
4月28日，浙江省卫健委通报，4月27日0-24时，新增无症状感染者3例（其中尼日利亚输入2例，坦桑尼亚输入1例），无新增确诊病例。
4月29日，浙江省卫健委通报，4月28日0-24时，新增确诊病例11例（其中之前印度尼西亚输入的无症状感染者转确诊1例，印度输入10例），新增无症状感染者1例（印度输入）。
4月30日，浙江省卫健委通报，4月29日0-24时，新增无症状感染者1例（尼日利亚输入），无新增确诊病例。

### 5月份
5月1日，浙江省卫健委通报，4月30日0-24时，新增确诊病例1例（印度输入），新增无症状感染者1例（匈牙利输入）。
5月2日，浙江省卫健委通报，5月1日0-24时，新增无症状感染者2例（其中孟加拉国输入1例，尼日尔输入1例），无新增确诊病例。
5月7日，浙江省卫健委通报，5月6日0-24时，新增无症状感染者3例（其中乍得输入1例，苏丹输入1例，喀麦隆输入1例），无新增确诊病例。
5月8日，浙江省卫健委通报，5月7日0-24时，新增确诊病例1例（为之前乍得输入的无症状感染者转确诊）。
5月10日，浙江省卫健委通报，5月9日0-24时，新增确诊病例1例（尼日利亚输入），新增无症状感染者1例（西班牙输入）。
5月10日，浙江省政府新闻办举行第七十二场新闻发布会通报，截至5月9日24时，浙江省现有在院治疗确诊病例22例，尚在医学观察无症状感染者24例，均由境外输入。
5月11日，浙江省卫健委通报，5月10日0-24时，新增无症状感染者1例（德国输入），无新增确诊病例。
5月12日，浙江省卫健委通报，5月11日0-24时，新增确诊病例1例（为之前德国输入的无症状感染者转确诊），新增无症状感染者2例（均为尼日利亚输入）。
5月13日，浙江省卫健委通报，5月12日0-24时，新增无症状感染者2例（其中尼日利亚输入1例，墨西哥输入1例）。
5月14日，浙江省卫健委通报，5月13日0-24时，新增无症状感染者1例（俄罗斯输入），无新增确诊病例。
5月15日，浙江省卫健委通报，5月14日0-24时，新增无症状感染者1例（埃塞俄比亚输入），无新增确诊病例。
5月16日，浙江省卫健委通报，5月15日0-24时，新增无症状感染者2例（其中坦桑尼亚输入1例，尼日利亚输入1例），无新增确诊病例。
5月17日，浙江省卫健委通报，5月16日0-24时，新增确诊病例8例（其中菲律宾输入7例，俄罗斯输入1例），新增无症状感染者1例（尼日利亚输入）。
5月18日，浙江省卫健委通报，5月17日0-24时，新增确诊病例1例（为之前坦桑尼亚输入的无症状感染者转确诊），新增无症状感染者1例（坦桑尼亚输入）。
5月20日，浙江省卫健委通报，5月19日0-24时，新增确诊病例5例（均为菲律宾输入），新增无症状感染者5例（其中菲律宾输入3例，尼日利亚输入1例，塞尔维亚输入1例）。
5月21日，浙江省卫健委通报，5月20日0-24时，新增无症状感染者3例（其中埃及输入1例，苏丹输入1例，乍得输入1例），无新增确诊病例。
5月22日，浙江省卫健委通报，5月21日0-24时，新增无症状感染者1例（日本输入），无新增确诊病例。
5月23日，浙江省卫健委通报，5月22日0-24时，新增确诊病例1例（为之前苏丹输入的无症状感染者转确诊）。
5月25日，浙江省卫健委通报，5月24日0-24时，新增无症状感染者1例（阿联酋输入），无新增确诊病例。
5月26日，浙江省卫健委通报，5月25日0-24时，新增确诊病例1例（荷兰输入），新增无症状感染者2例（均为尼日利亚输入）。
5月27日，浙江省卫健委通报，5月26日0-24时，新增无症状感染者2例（其中加蓬输入1例，南苏丹输入1例），无新增确诊病例。
5月28日，浙江省卫健委通报，5月27日0-24时，新增无症状感染者1例（黎巴嫩输入），无新增确诊病例。
5月29日，浙江省卫健委通报，5月28日0-24时，新增确诊病例1例（台湾输入），新增无症状感染者1例（墨西哥输入）。
5月31日，浙江省卫健委通报，5月30日0-24时，新增无症状感染者1例（乍得输入），无新增确诊病例。

### 6月份
6月2日，浙江省卫健委通报，6月1日0-24时，新增无症状感染者1例（巴西输入），无新增确诊病例。
6月3日，浙江省卫健委通报，6月2日0-24时，新增无症状感染者1例（尼日利亚输入），无新增确诊病例。
6月4日，浙江省卫健委通报，6月3日0-24时，新增确诊病例1例（埃及输入），新增无症状感染者8例（其中尼日利亚输入1例，加蓬输入3例，喀麦隆输入1例，埃及输入2例，乍得输入1例）。
6月4日，浙江省政府新闻办举行第七十三场新闻发布会通报，截至6月3日24时，浙江省现有在院治疗确诊病例30例，尚在医学观察无症状感染者45例，均由境外输入。
6月6日，浙江省卫健委通报，6月5日0-24时，新增确诊病例1例（为之前埃及输入的无症状感染者转确诊），新增无症状感染者1例（印度尼西亚输入）。
6月7日，浙江省卫健委通报，6月6日0-24时，新增确诊病例2例（均为之前境外输入的无症状感染者转确诊）。
6月8日，浙江省卫健委通报，6月7日0-24时，新增无症状感染者2例（其中喀麦隆输入1例，苏丹输入1例），无新增确诊病例。
6月10日，浙江省卫健委通报，6月9日0-24时，新增确诊病例1例（意大利输入），新增无症状感染者3例（其中尼日利亚输入1例，乌克兰输入1例，匈牙利输入1例）。
6月11日，浙江省卫健委通报，6月10日0-24时，新增确诊病例1例（意大利输入），新增无症状感染者9例（其中喀麦隆输入4例，伊拉克输入1例，也门输入1例，埃及输入1例，印度尼西亚输入1例，与6月9日境外输入病例关联1例，为母子关系）。
6月12日，浙江省卫健委通报，6月11日0-24时，新增无症状感染者2例（其中韩国输入1例，与6月9日境外输入病例关联1例，为同一航班密切接触者），无新增确诊病例。
6月13日，浙江省卫健委通报，6月12日0-24时，新增确诊病例2例（均为之前喀麦隆输入的无症状感染者转确诊），新增无症状感染者2例（其中英国输入1例，尼日利亚输入1例）。
6月14日，浙江省卫健委通报，6月13日0-24时，新增无症状感染者4例（其中喀麦隆输入2例，也门输入1例，苏丹输入1例），无新增确诊病例。
6月15日，浙江省卫健委通报，6月14日0-24时，新增确诊病例1例（为之前英国输入的无症状感染者转确诊），新增无症状感染者2例（其中阿联酋输入1例，与6月9日境外输入病例关联1例，为密切接触者）。
6月16日，浙江省卫健委通报，6月15日0-24时，新增无症状感染者2例（其中墨西哥输入1例，台湾输入1例），无新增确诊病例。
6月17日，浙江省卫健委通报，6月16日0-24时，新增无症状感染者6例（其中西班牙输入1例，秘鲁输入1例，埃及输入1例，印度输入1例，尼日利亚输入1例，美国输入1例），无新增确诊病例。
6月18日，浙江省卫健委通报，6月17日0-24时，新增确诊病例3例（均为之前境外输入的无症状感染者转确诊），新增无症状感染者3例（其中埃及输入1例，印度尼西亚输入2例）。
6月19日，浙江省卫健委通报，6月18日0-24时，新增确诊病例1例（台湾输入），新增无症状感染者2例（均为尼日利亚输入）。
6月20日，浙江省卫健委通报，6月19日0-24时，新增确诊病例2例（其中喀麦隆输入1例，台湾输入1例），新增无症状感染者1例（西班牙输入）。
6月21日，浙江省卫健委通报，6月20日0-24时，新增无症状感染者1例（加拿大输入），无新增确诊病例。
6月22日，浙江省卫健委通报，6月21日0-24时，新增确诊病例4例（均为印度尼西亚输入，其中之前输入的无症状感染者转确诊2例）。
6月23日，浙江省卫健委通报，6月22日0-24时，新增无症状感染者1例（意大利输入），无新增确诊病例。
6月24日，浙江省卫健委通报，6月23日0-24时，新增无症状感染者2例（其中日本输入1例，喀麦隆输入1例），无新增确诊病例。
6月25日，浙江省卫健委通报，6月24日0-24时，新增确诊病例1例（为之前日本输入的无症状感染者转确诊），新增无症状感染者2例（其中印度尼西亚输入1例，喀麦隆输入1例）。
6月26日，浙江省卫健委通报，6月25日0-24时，新增确诊病例1例（为之前意大利输入的无症状感染者转确诊），新增无症状感染者2例（其中埃及输入1例，喀麦隆输入1例）。
6月29日，浙江省卫健委通报，6月28日0-24时，新增确诊病例1例（英国输入），新增无症状感染者1例（柬埔寨输入）。

### 7月份
7月1日，浙江省卫健委通报，6月30日0-24时，新增无症状感染者1例（马耳他输入），无新增确诊病例。
7月6日，浙江省卫健委通报，7月5日0-24时，新增无症状感染者1例（英国输入），无新增确诊病例。
7月9日，浙江省卫健委通报，7月8日0-24时，新增无症状感染者1例（台湾输入），无新增确诊病例。
7月10日，浙江省卫健委通报，7月9日0-24时，新增无症状感染者1例（柬埔寨输入），无新增确诊病例。
7月13日，浙江省卫健委通报，7月12日0-24时，新增无症状感染者1例（牙买加输入），无新增确诊病例。
7月14日，浙江省卫健委通报，7月13日0-24时，新增无症状感染者1例（尼日利亚输入），无新增确诊病例。
7月15日，浙江省卫健委通报，7月14日0-24时，新增确诊病例2例（均为印度尼西亚输入），新增无症状感染者2例（其中西班牙输入1例，墨西哥输入1例）。
7月16日，浙江省卫健委通报，7月15日0-24时，新增确诊病例2例（其中之前尼日利亚输入的无症状感染者转确诊1例，西班牙输入1例），新增无症状感染者1例（美国输入）。
7月17日，浙江省卫健委通报，7月16日0-24时，新增确诊病例2例（均为之前境外输入的无症状感染者转确诊），新增无症状感染者2例（均为美国输入）。
7月19日，浙江省卫健委通报，7月18日0-24时，新增确诊病例1例（台湾输入）。
7月20日，浙江省政府新闻办举行第七十四场新闻发布会通报，截至7月19日24时，浙江省已连续398天无新增本土确诊病例报告；浙江省现有在院治疗确诊病例19例，尚在医学观察无症状感染者50例，均由境外输入。
7月22日，浙江省卫健委通报，7月21日0-24时，新增无症状感染者1例（台湾输入），无新增确诊病例。
7月29日，浙江省卫健委通报，7月28日0-24时，新增无症状感染者2例（其中西班牙输入1例，卢旺达输入1例），无新增确诊病例。
7月30日，浙江省卫健委通报，7月29日0-24时，新增无症状感染者4例（其中西班牙输入2例，喀麦隆输入1例，苏丹输入1例），无新增确诊病例。
7月30日，浙江省政府新闻办举行第七十五场新闻发布会通报，截至29日24时，现有在院治疗确诊病例15例，尚在医学观察无症状感染者51例，均由境外输入。
7月31日，浙江省卫健委通报，7月30日0-24时，新增确诊病例2例（其中之前西班牙输入的无症状感染者转确诊1例，印度尼西亚输入1例）。

### 8月份
8月1日，浙江省卫健委通报，7月31日0-24时，新增确诊病例1例（为之前苏丹输入的无症状感染者转确诊），新增无症状感染者3例（其中阿联酋输入1例，尼日利亚输入1例，喀麦隆输入1例）。
8月2日，浙江省卫健委通报，8月1日0-24时，新增无症状感染者2例（均为西班牙输入），无新增确诊病例。
8月4日，浙江省卫健委通报，8月3日0-24时，新增确诊病例2例（均为之前西班牙输入的无症状感染者转确诊），新增无症状感染者1例（西班牙输入）。
8月6日，浙江省卫健委通报，8月5日0-24时，新增无症状感染者4例（其中苏丹输入2例，乍得输入1例，摩洛哥输入1例），无新增确诊病例。
8月7日，浙江省卫健委通报，8月6日0-24时，新增确诊病例1例（为之前摩洛哥输入的无症状感染者转确诊），新增无症状感染者2例（其中埃及输入1例，喀麦隆输入1例）。
8月8日，浙江省卫健委通报，8月7日0-24时，新增无症状感染者3例（其中巴基斯坦输入1例，摩洛哥输入1例，西班牙输入1例），无新增确诊病例。
8月9日，浙江省卫健委通报，8月8日0-24时，新增确诊病例1例（日本输入）。
8月11日，浙江省卫健委通报，8月10日0-24时，新增确诊病例12例（其中菲律宾输入11例，为“弘进轮”船员，之前喀麦隆输入的无症状感染者转确诊1例），新增无症状感染者2例（其中美国输入1例，泰国输入1例）。
8月12日，浙江省卫健委通报，8月11日0-24时，新增无症状感染者1例（宁波市），无新增确诊病例。
8月13日，浙江省卫健委通报，8月12日0-24时，新增无症状感染者6例（其中卢旺达输入1例，巴林输入1例，南苏丹输入1例，埃及输入1例，摩洛哥输入2例），无新增确诊病例。
8月14日，浙江省卫健委通报，8月13日0-24时，新增无症状感染者2例（其中尼日利亚输入1例，埃及输入1例），无新增确诊病例。
8月15日，浙江省卫健委通报，8月14日0-24时，新增无症状感染者1例（哥伦比亚输入），无新增确诊病例。
8月16日，浙江省卫健委通报，8月15日0-24时，新增确诊病例5例（均为菲律宾输入，为“弘进轮”船员），新增无症状感染者1例（西班牙输入）。
8月18日，浙江省卫健委通报，8月17日0-24时，新增无症状感染者1例（英国输入），无新增确诊病例。
8月18日，浙江省政府新闻办举行第七十六场新闻发布会通报，截至17日24时，现有在院治疗确诊病例32例，尚在医学观察无症状感染者45例（其中境外输入44例，宁波本土1例）。
8月19日，浙江省卫健委通报，8月18日0-24时，新增确诊病例1例（为之前西班牙输入的无症状感染者转确诊），新增无症状感染者3例（其中摩洛哥输入2例，埃及输入1例）。
8月20日，浙江省卫健委通报，8月19日0-24时，新增无症状感染者6例（其中喀麦隆输入2例，埃及输入1例，日本输入1例，苏丹输入1例，摩洛哥输入1例），无新增确诊病例。
8月21日，浙江省卫健委通报，8月20日0-24时，新增确诊病例2例（均为之前喀麦隆输入的无症状感染者转确诊）。
8月22日，浙江省卫健委通报，8月21日0-24时，新增无症状感染者5例（其中埃塞俄比亚输入3例，圭亚那输入1例，西班牙输入1例），无新增确诊病例。
8月23日，浙江省卫健委通报，8月22日0-24时，新增确诊病例1例（为之前圭亚那输入的无症状感染者转确诊），新增无症状感染者2例（其中西班牙输入1例，摩洛哥输入1例）。
8月24日，浙江省卫健委通报，8月23日0-24时，新增确诊病例7例（均为黑山输入，为“繁荣轮”船员）。
8月25日，浙江省卫健委通报，8月24日0-24时，新增无症状感染者2例（其中摩洛哥输入1例，牙买加输入1例），无新增确诊病例。
8月26日，浙江省卫健委通报，8月25日0-24时，新增确诊病例1例（为之前摩洛哥输入的无症状感染者转确诊），新增无症状感染者2例（其中埃及输入1例，喀麦隆输入1例）。
8月27日，浙江省卫健委通报，8月26日0-24时，新增无症状感染者3例（其中埃及输入1例，西班牙输入1例，乍得输入1例），无新增确诊病例。
8月28日，浙江省卫健委通报，8月27日0-24时，新增无症状感染者1例（喀麦隆输入），无新增确诊病例。
8月29日，浙江省卫健委通报，8月28日0-24时，新增无症状感染者1例（毛里塔尼亚输入），无新增确诊病例。
8月30日，浙江省卫健委通报，8月29日0-24时，新增确诊病例1例（为之前西班牙输入的无症状感染者转确诊），新增无症状感染者3例（其中马里输入1例，美国输入1例，英国输入1例）。

### 9月份
9月1日，浙江省卫健委通报，8月31日0-24时，新增确诊病例1例（巴西输入），新增无症状感染者3例（其中哥伦比亚输入1例，坦桑尼亚输入1例，台湾输入1例）。
9月2日，浙江省卫健委通报，9月1日0-24时，新增确诊病例1例（印度尼西亚输入），新增无症状感染者4例（其中尼日利亚输入3例，哈萨克斯坦输入1例）。
9月3日，浙江省卫健委通报，9月2日0-24时，新增确诊病例1例（西班牙输入），新增无症状感染者3例（其中日本输入2例，埃塞俄比亚输入1例）。
9月4日，浙江省卫健委通报，9月3日0-24时，新增确诊病例4例（均为之前境外输入的无症状感染者转确诊）。
9月5日，浙江省卫健委通报，9月4日0-24时，新增无症状感染者1例（韩国输入），无新增确诊病例。
9月6日，浙江省卫健委通报，9月5日0-24时，新增无症状感染者2例（均为圭亚那输入），无新增确诊病例。
9月7日，浙江省卫健委通报，9月6日0-24时，新增确诊病例1例（为之前哈萨克斯坦输入的无症状感染者转确诊）。
9月8日，浙江省卫健委通报，9月7日0-24时，新增无症状感染者2例（其中尼日利亚输入1例，坦桑尼亚输入1例），无新增确诊病例。
9月9日，浙江省卫健委通报，9月8日0-24时，新增确诊病例1例（为之前坦桑尼亚输入的无症状感染者转确诊）。
9月11日，浙江省卫健委通报，9月10日0-24时，新增无症状感染者3例（其中埃及输入1例，苏里南输入1例，秘鲁输入1例），无新增确诊病例。
9月12日，浙江省卫健委通报，9月11日0-24时，新增无症状感染者3例（其中英国输入1例，乌干达输入1例，厄瓜多尔输入1例），无新增确诊病例。
9月13日，浙江省卫健委通报，9月12日0-24时，新增无症状感染者1例（泰国输入），无新增确诊病例。
9月14日，浙江省卫健委通报，9月13日0-24时，新增无症状感染者1例（坦桑尼亚输入），无新增确诊病例。
9月15日，浙江省卫健委通报，9月14日0-24时，新增确诊病例1例（为之前坦桑尼亚输入的无症状感染者转确诊），新增无症状感染者1例（英国输入）。
9月16日，浙江省卫健委通报，9月15日0-24时，新增确诊病例1例（为之前英国输入的无症状感染者转确诊）。
9月17日，浙江省卫健委通报，9月16日0-24时，新增确诊病例1例（为之前埃塞俄比亚输入的无症状感染者转确诊），新增无症状感染者1例（牙买加输入）。
9月17日，浙江省政府新闻办举行第七十七场新闻发布会通报，截至16日24时，现有在院治疗确诊病例36例，尚在医学观察无症状感染者54例（其中境外输入53例，宁波本土1例）。
9月19日，浙江省卫健委通报，9月18日0-24时，新增无症状感染者3例（其中西班牙输入1例，墨西哥输入1例，日本输入1例），无新增确诊病例。
9月20日，浙江省卫健委通报，9月19日0-24时，新增确诊病例2例（均为之前境外输入的无症状感染者转确诊），新增无症状感染者2例（其中日本输入1例，塞内加尔输入1例）。
9月21日，浙江省卫健委通报，9月20日0-24时，浙江新增确诊病例2例（均为之前境外输入的无症状感染者转确诊），新增无症状感染者2例（其中厄瓜多尔输入1例，墨西哥输入1例）。
9月22日，浙江省卫健委通报，9月21日0-24时，新增无症状感染者1例（英国输入），无新增确诊病例。
9月23日，浙江省卫健委通报，9月22日0-24时，新增无症状感染者2例（其中圭亚那输入1例，墨西哥输入1例），无新增确诊病例。
9月25日，浙江省卫健委通报，9月24日0-24时，新增无症状感染者1例（墨西哥输入），无新增确诊病例。
9月26日，浙江省卫健委通报，9月25日0-24时，新增无症状感染者4例（其中墨西哥输入2例，意大利输入1例，乌干达输入1例），无新增确诊病例。
9月27日，浙江省卫健委通报，9月26日0-24时，新增确诊病例1例（为之前墨西哥输入的无症状感染者转确诊）。
9月28日，浙江省卫健委通报，9月27日0-24时，新增无症状感染者2例（其中圭亚那输入1例，印度尼西亚输入1例），无新增确诊病例。
9月29日，浙江省卫健委通报，9月28日0-24时，新增无症状感染者2例（其中牙买加输入1例，西班牙输入1例），无新增确诊病例。
9月30日，浙江省卫健委通报，9月29日0-24时，新增确诊病例1例（为之前墨西哥输入的无症状感染者转确诊）。

### 10月份
10月1日，浙江省卫健委通报，9月30日0-24时，新增无症状感染者1例（格鲁吉亚输入），无新增确诊病例。
10月2日，浙江省卫健委通报，10月1日0-24时，新增确诊病例1例（墨西哥输入）。
10月3日，浙江省卫健委通报，10月2日0-24时，新增无症状感染者4例（其中日本输入3例，墨西哥输入1例），无新增确诊病例。
10月4日，浙江省卫健委通报，10月3日0-24时，新增确诊病例1例（为之前墨西哥输入的无症状感染者转确诊）。
10月5日，浙江省卫健委通报，10月4日0-24时，新增无症状感染者2例（均为埃及输入），无新增确诊病例。
10月7日，浙江省卫健委通报，10月6日0-24时，新增确诊病例1例（美国输入），新增无症状感染者1例（坦桑尼亚输入）。
10月8日，浙江省卫健委通报，10月7日0-24时，新增无症状感染者3例（其中埃塞俄比亚输入1例，秘鲁输入1例，喀麦隆输入1例），无新增确诊病例。
10月9日，浙江省卫健委通报，10月8日0-24时，新增无症状感染者2例（其中尼日利亚输入1例，埃及输入1例），无新增确诊病例。
10月10日，浙江省卫健委通报，10月9日0-24时，新增确诊病例1例（为之前尼日利亚输入的无症状感染者转确诊），新增无症状感染者6例（其中印度尼西亚输入3例，为“大力水手轮”船员，安哥拉输入3例，为“凯爱轮”船员）。
10月11日，浙江省卫健委通报，10月10日0-24时，新增无症状感染者3例（其中安哥拉输入2例，巴林输入1例），无新增确诊病例。
10月12日，浙江省卫健委通报，10月11日0-24时，新增无症状感染者4例（其中苏里南输入3例，埃及输入1例），无新增确诊病例。
10月13日，浙江省卫健委通报，10月12日0-24时，新增确诊病例1例（为之前苏里南输入的无症状感染者转确诊），新增无症状感染者3例（其中墨西哥输入1例，尼日尔输入1例，塞尔维亚输入1例）。
10月14日，浙江省卫健委通报，10月13日0-24时，新增确诊病例1例（为之前尼日尔输入的无症状感染者转确诊），新增无症状感染者8例（其中德国输入2例，坦桑尼亚输入2例，日本输入1例，黎巴嫩输入1例，喀麦隆输入1例，卢旺达输入1例）。
10月15日，浙江省卫健委通报，10月14日0-24时，新增无症状感染者2例（其中荷兰输入1例，格鲁吉亚输入1例），无新增确诊病例。
10月16日，浙江省卫健委通报，10月15日0-24时，新增确诊病例2例（为之前德国输入的无症状感染者转确诊），新增无症状感染者1例（喀麦隆输入）。
10月17日，浙江省卫健委通报，10月16日0-24时，新增确诊病例1例（为之前喀麦隆输入的无症状感染者转确诊）。
10月19日，浙江省卫健委通报，10月18日0-24时，新增无症状感染者2例（均为俄罗斯输入），无新增确诊病例。
10月20日，浙江省卫健委通报，10月19日0-24时，新增无症状感染者4例（其中俄罗斯输入3例，台湾输入1例），无新增确诊病例。
10月21日，浙江省卫健委通报，10月20日0-24时，新增无症状感染者6例（其中俄罗斯输入2例，墨西哥输入1例，韩国输入1例，埃及输入1例，蒙古输入1例），无新增确诊病例。
10月22日，浙江省卫健委通报，10月21日0-24时，新增无症状感染者3例（其中俄罗斯输入1例，喀麦隆输入1例，南苏丹输入1例），无新增确诊病例。
10月23日，浙江省卫健委通报，10月22日0-24时，新增无症状感染者4例（其中墨西哥输入1例，坦桑尼亚输入1例，苏里南输入1例，尼日利亚输入1例），无新增确诊病例。
10月24日，浙江省卫健委通报，10月23日0-24时，新增确诊病例8例（均为之前境外输入的无症状感染者转确诊），新增无症状感染者1例（南苏丹输入）。
10月25日，浙江省卫健委通报，10月24日0-24时，新增无症状感染者3例（其中巴林输入1例，尼日尔输入1例，摩洛哥输入1例），无新增确诊病例。
10月26日，浙江省卫健委通报，10月25日0-24时，新增无症状感染者13例（其中俄罗斯输入10例，马来西亚输入2例，尼日利亚输入1例），无新增确诊病例。
10月26日，浙江省政府新闻办举行第七十八场新闻发布会通报，截至25日24时，现有在院治疗确诊病例25例，尚在医学观察无症状感染者90例（均为境外输入）。
10月27日，浙江省卫健委通报，10月26日0-24时，新增无症状感染者10例（其中俄罗斯输入9例，墨西哥输入1例），无新增确诊病例。
10月28日，浙江省卫健委通报，10月27日0-24时，新增确诊病例8例（均为之前境外输入的无症状感染者转确诊），新增无症状感染者1例（坦桑尼亚输入）。
10月29日，浙江省卫健委通报，10月28日0-24时，新增确诊病例2例（均为之前境外输入的无症状感染者转确诊），新增无症状感染者6例（其中俄罗斯输入2例，莫桑比克输入1例，喀麦隆输入1例，圭亚那输入1例，印度尼西亚输入1例）。
10月30日，浙江省卫健委通报，10月29日0-24时，新增确诊病例4例（均为之前俄罗斯输入的无症状感染者转确诊），新增无症状感染者5例（其中俄罗斯输入2例，埃及输入1例，牙买加输入1例，印度尼西亚输入1例）。
10月31日，浙江省卫健委通报，10月30日0-24时，新增确诊病例4例（均为之前境外输入的无症状感染者转确诊），新增无症状感染者5例（其中摩洛哥输入2例，牙买加输入1例，卡塔尔输入1例，喀麦隆输入1例）。此外當天杭州市检出一例外省來杭州的人員新冠病毒核酸阳性。

### 11月份
11月1日，浙江省卫健委通报，10月31日0-24时，新增确诊病例9例，其中杭州市1例（为邻省市途经杭州列车按照协查通报截下的上饶确诊病例密接人员）、境外输入8例（均为之前境外输入的无症状感染者转确诊），新增无症状感染者2例（其中墨西哥输入1例，英国输入1例）。
11月2日，浙江省卫健委通报，11月1日0-24时，新增确诊病例3例（均为之前境外输入的无症状感染者转确诊），新增无症状感染者1例（坦桑尼亚输入）。
11月3日，浙江省卫健委通报，11月2日0-24时，新增确诊病例1例（为之前俄罗斯输入的无症状感染者转确诊），新增无症状感染者1例（坦桑尼亚输入）。当日，桐乡市隔离点人员中初筛检出一例新冠病毒核酸阳性，为当地密接曹某某（在河北隔离）的次密接。
11月4日，浙江省卫健委通报，11月3日0-24时，新增无症状感染者3例，其中嘉兴市1例（为外省确诊病例密接人员）、境外输入2例（均为喀麦隆输入），无新增确诊病例。
11月6日，浙江省卫健委通报，11月5日0-24时，新增无症状感染者2例（其中阿联酋输入1例，俄罗斯输入1例），无新增确诊病例。
11月8日，浙江省卫健委通报，11月7日0-24时，新增确诊病例1例（为之前喀麦隆输入的无症状感染者转确诊），新增无症状感染者1例（俄罗斯输入）。
11月8日，浙江省政府新闻办举行第七十九场新闻发布会通报，截至7日24时，现有在院治疗确诊病例31例（其中境外输入30例），尚在医学观察无症状感染者76例（其中境外输入75例）。
11月9日，浙江省卫健委通报，11月8日0-24时，新增无症状感染者5例（其中俄罗斯输入2例，喀麦隆输入1例，坦桑尼亚输入1例，墨西哥输入1例），无新增确诊病例。
11月10日，浙江省卫健委通报，11月9日0-24时，新增无症状感染者1例（喀麦隆输入），无新增确诊病例。
11月11日，浙江省卫健委通报，11月10日0-24时，新增无症状感染者1例（美国输入），无新增确诊病例。
11月12日，浙江省卫健委通报，11月11日0-24时，新增确诊病例1例（安哥拉输入），新增无症状感染者6例（其中喀麦隆输入3例，坦桑尼亚输入1例，尼日利亚输入1例，乍得输入1例）。
11月13日，浙江省卫健委通报，11月12日0-24时，新增确诊病例1例（为之前美国输入的无症状感染者转确诊），新增无症状感染者1例（坦桑尼亚输入）。
11月14日，浙江省卫健委通报，11月13日0-24时，新增无症状感染者6例（其中俄罗斯输入4例，坦桑尼亚输入1例，摩洛哥输入1例），无新增确诊病例。
11月15日，浙江省卫健委通报，11月14日0-24时，新增无症状感染者1例（阿联酋输入），无新增确诊病例。
11月16日，浙江省卫健委通报，11月15日0-24时，新增确诊病例1例（为之前境外输入的无症状感染者转确诊），新增无症状感染者1例（俄罗斯输入）。
11月17日，浙江省卫健委通报，11月16日0-24时，新增无症状感染者1例（牙买加输入），无新增确诊病例。
11月18日，浙江省卫健委通报，11月17日0-24时，新增无症状感染者1例（尼日利亚输入），无新增确诊病例。
11月19日，浙江省卫健委通报，11月18日0-24时，新增无症状感染者2例（其中摩洛哥输入1例，罗马尼亚输入1例），无新增确诊病例。
11月20日，浙江省卫健委通报，11月19日0-24时，新增无症状感染者5例（其中尼日利亚输入1例，英国输入1例，墨西哥输入1例，埃及输入1例，坦桑尼亚输入1例），无新增确诊病例。
11月21日，浙江省卫健委通报，11月20日0-24时，新增无症状感染者1例（坦桑尼亚输入），无新增确诊病例。
11月22日，浙江省卫健委通报，11月21日0-24时，新增确诊病例1例（为之前境外输入的无症状感染者转确诊），新增无症状感染者1例（西班牙输入）。
11月23日，浙江省卫健委通报，11月22日0-24时，新增无症状感染者5例（其中坦桑尼亚输入2例，西班牙输入1例，墨西哥输入1例，乌干达输入1例），无新增确诊病例。
11月24日，浙江省卫健委通报，11月23日0-24时，新增无症状感染者2例（其中罗马尼亚输入1例，阿联酋输入1例），无新增确诊病例。
11月25日，浙江省卫健委通报，11月24日0-24时，新增无症状感染者5例（其中阿联酋输入2例，尼日利亚输入2例，牙买加输入1例），无新增确诊病例。当日杭州市新增2例本土无症状感染者，其中一人为浙大艺术与考古博物馆工作人员。两人于11月22日晚返回杭州。
11月26日，浙江省卫健委通报，11月25日0-24时，新增无症状感染者4例，其中杭州市2例（均为来浙返浙人员，是外省确诊病例的密切接触者）、境外输入2例（其中坦桑尼亚输入1例，牙买加输入1例），无新增确诊病例。
11月27日，浙江省卫健委通报，11月26日0-24时，新增无症状感染者1例（哈萨克斯坦输入），无新增确诊病例。
11月28日，浙江省卫健委通报，11月27日0-24时，新增无症状感染者1例（墨西哥输入），无新增确诊病例。
11月29日，浙江省政府新闻办举行第八十场新闻发布会通报，截至28日24时，现有在院治疗确诊病例14例（其中境外输入13例），尚在医学观察无症状感染者78例（其中境外输入75例）。

### 12月份
12月1日，浙江省卫健委通报，11月30日0-24时，新增无症状感染者2例（其中墨西哥输入1例，乌干达输入1例），无新增确诊病例。
12月5日，浙江省卫健委通报，12月4日0-24时，新增无症状感染者1例（乌克兰输入），无新增确诊病例。
12月6日，浙江省卫健委通报，12月5日0-24时，新增无症状感染者2例（其中新加坡输入1例，西班牙输入1例），无新增确诊病例。12月6日，浙江省宁波市镇海区发现3例新冠核酸检测阳性，已送定点医院隔离治疗。
12月7日，浙江省卫健委通报，12月6日0-24时，新增确诊病例1例（宁波市），新增无症状感染者3例（其中宁波市2例，墨西哥输入1例）。当日，杭州新增2例确诊病例，其中一例为外市病例的密切接触者，之后又诊断发现2例无症状感染者。紹興市上虞區發現1例初篩陽性病例，之后又初筛出两例阳性病例。
12月8日，浙江省卫健委通报，12月7日0-24时，新增确诊病例8例（其中杭州市2例，宁波市5例，绍兴市1例），新增无症状感染者7例（其中杭州市2例，宁波市3例，新加坡输入1例，西班牙输入1例）。
12月9日，浙江省卫健委通报，12月8日0-24时，新增确诊病例12例（其中宁波市3例，绍兴市9例），新增无症状感染者13例（其中杭州市1例，宁波市3例，绍兴市8例，韩国输入1例）。
12月10日，浙江省卫健委通报，12月9日0-24时，新增确诊病例6例（其中宁波市2例，绍兴市3例，之前韩国输入的无症状感染者转确诊1例），新增无症状感染者23例（其中杭州市7例，宁波市7例，绍兴市9例）。
12月11日，浙江省卫健委通报，12月10日0-24时，新增确诊病例35例，其中杭州市4例（均为之前无症状感染者转确诊）、宁波市14例（其中无症状感染者转确诊9例）、绍兴市17例（其中无症状感染者转确诊7例），新增无症状感染者13例（其中杭州市1例，宁波市5例，绍兴市7例）。
12月12日，浙江省卫健委通报，12月11日0-24时，新增确诊病例38例，其中杭州市8例（其中无症状感染者转确诊5例）、宁波市8例、绍兴市22例（其中无症状感染者转确诊15例），新增无症状感染者9例（其中杭州市1例，绍兴市8例）。
12月13日，浙江省卫健委通报，12月12日0-24时，新增确诊病例75例，其中杭州市5例（均为无症状感染者转确诊）、宁波市14例（其中无症状感染者转确诊11例）、绍兴市55例（其中无症状感染者转确诊9例）、境外输入1例（为之前境外输入的无症状感染者转确诊），新增无症状感染者1例（波黑输入）。
12月14日，浙江省卫健委通报，12月13日0-24时，新增确诊病例45例，其中杭州市2例、宁波市4例、绍兴市38例、境外输入1例（刚果金输入）。
12月15日，浙江省卫健委通报，12月14日0-24时，新增确诊病例46例，其中宁波市6例、绍兴市39例、境外输入1例（俄罗斯输入），新增无症状感染者1例（尼日利亚输入）。
12月16日，浙江省卫健委通报，12月15日0-24时，新增确诊病例56例，其中杭州市3例、宁波市5例、绍兴市48例，新增无症状感染者1例（乌干达输入）。
12月17日，浙江省卫健委通报，12月16日0-24时，新增确诊病例44例，其中杭州市2例、宁波市2例、绍兴市40例。
12月18日，浙江省卫健委通报，12月17日0-24时，新增确诊病例77例，其中杭州市4例、宁波市4例、绍兴市69例，新增无症状感染者1例（坦桑尼亚输入）。
12月19日，浙江省卫健委通报，12月18日0-24时，新增确诊病例31例，其中宁波市6例、绍兴市25例（含无症状感染者转确诊1例），新增无症状感染者6例（其中坦桑尼亚输入3例、乌干达输入1例、新加坡输入1例、秘鲁输入1例）。
12月20日，浙江省卫健委通报，12月19日0-24时，新增确诊病例12例，其中杭州市1例、绍兴市9例、境外输入2例（其中之前坦桑尼亚输入的无症状感染者转确诊1例、西班牙输入1例）。
12月21日，浙江省卫健委通报，12月20日0-24时，新增确诊病例11例，其中绍兴市8例、境外输入3例（其中俄罗斯输入2例、尼日利亚输入1例），新增无症状感染者1例（日本输入）。
12月22日，浙江省卫健委通报，12月21日0-24时，新增确诊病例1例（厄瓜多尔输入），新增无症状感染者2例（均为埃塞俄比亚输入）。无新增本土确诊病例及无症状感染者，这是浙江省本轮本土疫情发生以来首次无新增。
12月23日，浙江省卫健委通报，12月22日0-24时，新增确诊病例2例，其中绍兴市1例（集中隔离点检测发现）、境外输入1例（为之前埃塞俄比亚输入的无症状感染者转确诊）。
12月24日，浙江省卫健委通报，12月23日0-24时，新增确诊病例1例（绍兴市集中隔离点检测发现）。
12月25日，浙江省卫健委通报，12月24日0-24时，新增确诊病例1例（巴西输入），新增无症状感染者1例（哥伦比亚输入）。
12月26日，浙江省卫健委通报，12月25日0-24时，新增确诊病例1例（乌干达输入），新增无症状感染者1例（伊朗输入）。
12月27日，浙江省卫健委通报，12月26日0-24时，新增确诊病例2例，其中绍兴市1例（集中隔离点检测发现）、境外输入1例（澳大利亚输入），新增无症状感染者3例（其中西班牙输入2例，乌干达输入1例）。
12月28日，浙江省卫健委通报，12月27日0-24时，新增确诊病例2例，其中绍兴市1例（集中隔离点检测发现）、境外输入1例（塞尔维亚输入），新增无症状感染者1例（加拿大输入）。
12月29日，浙江省卫健委通报，12月28日0-24时，新增确诊病例4例（其中之前西班牙输入的无症状感染转确诊1例，乌干达输入1例，秘鲁输入1例，埃及输入1例）。
12月30日，浙江省卫健委通报，12月29日0-24时，新增确诊病例3例（其中埃及输入1例，西班牙输入1例，尼日利亚输入1例），新增无症状感染者3例（其中巴基斯坦输入1例，埃及输入1例，德国输入1例）。
12月31日，浙江省卫健委通报，12月30日0-24时，新增确诊病例1例（利比亚输入）。
12月31日，浙江省政府新闻办举行第九十八场新闻发布会通报，自12月5日宁波市镇海区检测出核酸阳性感染者至今，浙江省累计报告确诊病例490例。其中，宁波市累计报告确诊病例74例，绍兴市累计报告确诊病例387例，杭州市累计报告确诊病例29例。目前已有50人治愈出院。